# 배꼽빌라
배꼽빌라는 SBS 개그 프로그램 웃음을 찾는 사람들 출신 개그맨들로 구성된 개그전문 채널로 몰카, 개그다큐, 장난전화 등의 영상으로 올리고 있다. 옛날 채널명은 개꼴통이었다.

## 등장인물

### 주요 인물
- 이재훈
- 유룡
- 김승진

### 기타
- 정철욱
- 김민호
- 안양교
- 신승호
- 김은수
- 황현홍
- 안진호
- 최부기
- 정재형
- 김성기
- 신흥재
- 주현정
- 구혜리
- 남호연
- 연예림
- 송형주
- 김선응
- 장홍제
- 김영
- 최충호
- 박진영
- 심문규
- 박형민
- 양배차
- 고유리
- 이혜지
- 이수빈
- 김지영
- 이은형
- 홍윤화
- 김민기
- 박광수
- 변기수
- 한으뜸
- 장다운
- 조충현
- 임우일
- 이수한
- 안시우
- 김건영
- 최기영
- 손민혁
- 이선민
- 조훈